# Tiendesitas
Las Tiendesitas es un centro comercial y mercado situado en la esquina de la carretera C-5 Eulogio Rodríguez, Avenida Jr. en Ugong, Pasig. Comenzó sus operaciones el 26 de septiembre de 2005 y fue desarrollado por Ortigas & Company Limited Partnership (OCLP) que compite con el exitoso y mundialmente conocido mercado Chatuchak de Bangkok. Construido a un costo de millones de P200, Tiendesitas es una parte de la llamada «Frontera Verde», un proyecto de desarrollo de 18,5 hectáreas llamado Centro Ortiga. El complejo cuenta con más de 300 plazas de aparcamiento, y es servido por jeepneys en C-5 y con los autobuses que paran a pocos pasos de la puerta de las Tiendesitas.  
El centro comercial está a cargo del equipo de gestión del Greenhills Shopping Center. 